# Augusta Sofia de Sulzbach
Augusta Sofia de Sulzbach (en alemany Auguste Sophie von Pfalz-Sulzbach) va néixer a Sulzbach (Alemanya) el 22 de novembre de 1624 i va morir a Nuremberg el 30 d'abril de 1682. Era una noble alemanya filla del comte palatí i duc August de Sulzbach (1582-1632) i d'Hedwig de Schleswig-Holstein-Gottorp (1603-1657).
Va rebre una estricta educació protestant, quan després de la mort del seu pare va ser posada sota la tutela de la seva bestia, la reina de Suècia Maria Elionor de Brandenburg a la població de Nyköping. Per això el seu casament amb el príncep Francesc Eusebi de Lobkowicz, practicant catòlic, va causar un gran enrenou. Augusta Sofia es va fer càrrec del castell de Neustadt, i hi va fixar la seva residència, des d'on va afavorir polítiques de tolerància envers els protestants. Després de la mort del seu marit, es va traslladar a Nuremberg, on va morir, i fou enterrada a l'església de Sant Llorenç.

## Matrimoni i fills
El 6 de febrer de 1653 es va casar amb Francesc Eusebi de Lobkowicz (1609-1677), fill del Canceller de Bohèmia Adalbert Zdenka de Lobkowicz (1568-1628) i de la baronessa Polyxena de Pernstein (1566-1642). El matrimoni va tenir cinc fills: 
- Un fill nascut mort el 1654.
- Ferran August (1655-1715), casat primer amb Clàudia de Nassau-Hadamar (1660-1680), després amb la princesa Maria Anna de Baden-Baden (1655-1702), en tercer lloc amb Maria Felipa d'Althann (1671-1706), i finalment amb la princesa Maria Joana de Schwarzenberg (1681-1739).
- Felip Ferran (1656-1659).
- Maria Hedwig (1658-1660).
- Francesc Guillem (1659-1698).